# L'atac de la dona gegant
L'atac de la dona gegant (títol original en anglès Attack of the 50 Ft. Woman) és un telefilm de comèdia de ciència-ficció estatunidenc de 1993 i és un remake de la pel·lícula de 1958 Attack of the 50 Foot Woman. Dirigida per Christopher Guest i protagonitzada per Daryl Hannah i Daniel Baldwin, la pel·lícula es va estrenar a HBO l'11 de desembre de 1993, i més tard es va estrenar en cinemes al Regne Unit, França. i Alemanya. Ha estat doblada al català.

## Argument
La pel·lícula comença seguint un grup turístic en un museu commemoratiu dedicat a Nancy Archer. Als mecenes se'ls projecta una pel·lícula amb el Dr. Loeb, que explica que els esdeveniments que envolten Nancy Archer eren certs. Nancy era una hereva de la fortuna de la seva mare. El seu pare, Hamilton Cobb, espera utilitzar els diners per aconseguir el control de la ciutat on viuen. Nancy visita el seu psiquiatre, el Dr. Cushing, sobre la seva baixa autoestima i el seu mal matrimoni amb Harry Archer. El seu marit sovint passa temps amb una bella amant, Honey Parker, l'esteticista de la ciutat, amb qui discuteix els seus plans per robar el negoci de la família al pare de Nancy. Malgrat els seus intents d'enfrontar-se a Harry, la Nancy no pot expressar la seva ira d'una manera saludable, permetent que tant el seu marit com el seu pare s'aprofitin d'ella.
Mentre condueix una nit al desert, veu un OVNI, que li fa una llum brillant. Tot i que sap que serà la risa del poble, també sap que el que va veure era real. Finalment convenç en Harry perquè l'acompanyi en un altre viatge nocturn pel desert, però l'OVNI no és a la vista. De sobte, la nau baixa del cel. En sortir del cotxe per veure'ls més de prop, Nancy és atrapada per una llum brillant i desapareix juntament amb l'OVNI. En Harry torna tranquil·lament a la ciutat i ni tan sols denuncia el segrest a les autoritats locals, el xèrif Denby i l’ajudant Charlie.
Més tard es troba Nancy atordida al saló de la Honey i la porta a casa. El seu pare sospita que en Harry la va deixar fora al desert mentre en Harry nega qualsevol delicte. Harry acusa Hamilton de descuidar la seva pròpia dona després de ser tancada en un sanatori. Mentre discuteixen els dos homes, la Nancy perd els nervis, cridant que pot parlar per ella mateixa i per la seva mare. De sobte, per sorpresa de tothom, comença a créixer; la seva roba s'esquinça i es trenca mentre el seu cap va trencant el sostre a l'àtic.
L'endemà al matí Nancy és traslladada a un gran estable. Allà es presenta al Dr. Loeb. Va observar un augment hormonal que es va produir durant el creixement de Nancy. Espantada, Nancy li demana que trobi una cura, mentre la manté en secret. Incapaç de convèncer-la de passar a un "entorn terapèutic controlat", el doctor Loeb explica a en Harry que la condició de la Nancy és única i precària. La tensió del seu cor per mantenir la seva nova mida faria que qualsevol estrès fos massa perillós per a ella. Això li dona a Harry una idea per desfer-se d'ella.
A mesura que creix, la Nancy es torna més segura de si mateixa i amb una voluntat forta, apoderada per la seva nova força sobre els altres. Finalment, convida en Harry a sopar i discuteix el seu creixement físic, mental i emocional. Ella creu que farà que el seu matrimoni sigui més fort i té moltes altres idees. Tanmateix, en Harry especula que més estrès sobrecarregarà el seu cor i la seva pressió arterial i que morirà, deixant el negoci familiar i els seus diners a ell.
En Harry, fent veure que està desconcertat pels suggeriments de la Nancy (però duu a terme el seu pla per sobrecarregar el seu cor perquè mori), deliberadament l'insulta i l'enfada tant que es desmaia per l'estrès i xoca contra l'estable. Escapant al saló de Honey, celebra l'aparent mort de Nancy oferint-li el collaret de diamants de Nancy. La Nancy es desperta i busca en Harry per la ciutat. Passa per davant d'un teatre que mostra Attack of the 50 Foot Woman.
Trobant en Honey i en Harry, agafa Honey, però la salva, dient-li que no ha de ser estúpida. En Harry s'amaga sota l'escriptori amb pura por. S'arrossega, sentint més por del que mai ha sentit; Nancy ha tornat per venjar-se. Intentant no cridar ni plorar, corre cap al seu cotxe. Nancy el segueix i el deixa a la mà. Captura Harry i fuig al desert amb helicòpters de la Guàrdia Nacional que la persegueixen. Aturada per unes línies elèctriques d'alta tensió i enfrontada pel seu pare i les autoritats, s'afirma i anuncia les ambicions del seu pare de comprar la ciutat amb els seus diners.
A causa d'una mala comunicació del xèrif, un franctirador de l'helicòpter dispara Nancy. Rep un cop directe, cau sobre les línies elèctriques, però és rescatada i enduda (amb Harry encara a les seves mans) per l'OVNI, demostrant que les seves afirmacions eren reals.
Les multituds es dispersen, i Honey fat un acord comercial amb Hamilton. Dr. Cushing explica a la premsa que allà on sigui la Nancy, ara té en Harry tot per a ella. Dins de l'OVNI, en Harry es veu obligat a sotmetre's a una teràpia amb dos homes més sota una petita cúpula, vigilat per Nancy i dues geganteses més, i la nau espacial vola cap a la nit.

## Repartiment
- Daryl Hannah com Nancy Cobb Archer
- Daniel Baldwin com Harry Archer
- William Windom com Hamilton Cobb
- Frances Fisher com Dr. Theodora Cushing
- Cristi Conaway com Louise "Honey" Parker
- Paul Benedict com Dr. Victor Loeb
- O'Neal Compton com Sheriff Denby
- Victoria Haas com Deputy Charlotte "Charlie" Spooner
- Lewis Arquette com Mr. Ingersol
- Xander Berkeley com Second Man
- Hamilton Camp com Prospector Eddie
- Kye Benson com Dona alien #2
- Berta Waagfjord com Dona alien #1

## Recepció
Brian Gusse de Rovi va escriure: "Aquest remake fet per a cable de la pel·lícula de culte del 1958 del mateix nom s'actualitza amb un vessant encara més feminista i té un guió més reflexiu (i intel·ligent)".